# کلیو فرانسیس
کلیو فرانسیس (انگلیسی: Clive Francis؛ زادهٔ ۲۶ ژوئن ۱۹۴۶ ‏(۷۸ سال)) هنرپیشه، کاریکاتوریست اهل انگلستان است.
از فیلم‌ها یا برنامه‌های تلویزیونی که وی در آن نقش داشته‌است می‌توان به پرتقال کوکی، آقای ترنر اشاره کرد.